# تیم ملی هندبال ایران
تیم ملی هندبال ایران نماینده ایران در مسابقات جهانی و بین‌المللی می‌باشد و توسط فدراسیون هندبال ایران اداره می‌شود.

## سرمربیان
- یوری کلیموف
- یوری کیدیایف
- بروت ماچک
- ایویکا ریمانی
- رافائل گیخوسا
- بروت ماچک
- عرفان اسماعیلاگیچ
- محسن طاهری
- علیرضا حبیبی
- بروت ماچک
- زوران کاستاراتویچ
- علیرضا حبیبی
- مانوئل مونتایا فرناندز
- وسلین وویوویچ
- مجید رحیمی زاده

## نتایج

### قهرمانی هندبال مردان جهان
| سال   | رده          | بازی | برد | باخت | مساوی |
| ----- | ------------ | ---- | --- | ---- | ----- |
| ۲۰۱۵  | بیست و یکم   | ۷    | ۲   | ۵    | ۰     |
| ۲۰۲۳  | بیست و چهارم | ۶    | ۱   | ۵    | ۰     |
| مجموع |              | ۱۳   | ۳   | ۱۰   | ۰     |

### قهرمانی هندبال مردان آسیا
| سال   | رده       | بازی | برد | برابر | باخت |
| ----- | --------- | ---- | --- | ----- | ---- |
| ۱۹۷۷  | حاضر نبود | –    | –   | –     | –    |
| ۱۹۷۹  | حاضر نبود | –    | –   | –     | –    |
| ۱۹۸۳  | حاضر نبود | –    | –   | –     | –    |
| ۱۹۸۷  | حاضر نبود | –    | –   | –     | –    |
| ۱۹۸۹  | هشتم      |      |     |       |      |
| ۱۹۹۱  | یازدهم    | ۴    | ۱   | ۱     | ۲    |
| ۱۹۹۳  | نهم       |      |     |       |      |
| ۱۹۹۵  | حاضر نبود | –    | –   | –     | –    |
| ۲۰۰۰  | پنجم      |      |     |       |      |
| ۲۰۰۲  | پنجم      |      |     |       |      |
| ۲۰۰۴  | هفتم      |      |     |       |      |
| ۲۰۰۶  | چهارم     |      |     |       |      |
| ۲۰۰۸  | چهارم     | ۶    | ۳   | ۰     | ۳    |
| ۲۰۱۰  | هفتم      | ۵    | ۲   | ۰     | ۳    |
| ۲۰۱۲  | پنجم      | ۵    | ۳   | ۰     | ۲    |
| ۲۰۱۴  | سوم       | ۷    | ۳   | ۳     | ۱    |
| ۲۰۱۶  | پنجم      | ۷    | ۵   | ۰     | ۲    |
| ۲۰۱۸  | پنجم      | ۶    | ۴   | ۰     | ۲    |
| ۲۰۲۰  | ششم       | ۷    | ۲   | ۱     | ۳    |
| ۲۰۲۲  | چهارم     | ۸    | ۵   | ۰     | ۳    |
| مجموع | ۱۵/۲۰     |      |     |       |      |

### بازی‌های آسیایی
| سال  | رده         | بازی | برد | برابر | باخت |
| ---- | ----------- | ---- | --- | ----- | ---- |
| ۱۹۸۲ | حاضر نبود   | –    | –   | –     | –    |
| ۱۹۸۶ | پنجم        | ۵    | ۱   | ۰     | ۴    |
| ۱۹۹۰ | حاضر نبود   | –    | –   | –     | –    |
| ۱۹۹۴ | حاضر نبود   | –    | –   | –     | –    |
| ۱۹۹۸ | چهارم       | ۵    | ۲   | ۰     | ۳    |
| ۲۰۰۲ | حاضر نبود   | –    | –   | –     | –    |
| ۲۰۰۶ | سوم         | ۸    | ۵   | ۰     | ۳    |
| ۲۰۱۰ | نایب قهرمان | ۶    | ۴   | ۰     | ۲    |
| ۲۰۱۴ | چهارم       | –    | –   | –     | –    |
| ۲۰۱۸ | پنجم        | ۷    | ۳   | ۰     | ۴    |
| ۲۰۲۲ | برگزارنشده  | –    | –   | –     | –    |
| ۲۰۲۶ | برگزارنشده  | –    | –   | –     | –    |
| ۲۰۳۰ | برگزارنشده  | –    | –   | –     | –    |
| ۲۰۳۴ | برگزارنشده  | –    | –   | –     | –    |